# Tabitha Babbitt
Tabitha Babbitt (9 décembre 1779 – 18 novembre 1853), membre des  Shakers au sein de la communauté d'Harvard, est une inventeuse américaine. On lui doit notamment la scie circulaire, la tête de rouet et la prothèse dentaire. Il est cependant contesté qu'elle ou les autres Shakers soient les premiers à avoir inventé la scie circulaire.

## Biographie
Sarah (Tabitha) Babbitt  est née le 9 décembre 1779 à Hardwick dans le Massachusetts. Le 12 août 1793, elle devient membre des Shakers dans la communauté d'Harvard dans le Massachusetts.
En observant des hommes utiliser une scie passe-partout avec difficulté, elle se rend compte que la moitié de leurs mouvements sont perdus. Remarquant qu'une lame ronde est plus efficace, Babbitt a inventé la première scie circulaire utilisée dans une scierie vers 1810. Cette scie circulaire est accrochée à une machine actionnée par de l'eau pour réduire les efforts lors de la découpe du bois de charpente,. Elle réalise sa première scie circulaire à Albany (New York). Elle ne dépose pas de brevet pour cette trouvaille pour qu'elle puisse être utilisée par d'autres, mais le brevet de cette invention est déposé aux États-Unis trois ans plus tard par deux Français quand ils découvrent des indications sur cette scie dans les papiers des Shakers. 
En se basant sur les dates où Babbitt rejoint la secte, Stephen Miller soutient qu'elle n'est pas la première à inventer la scie circulaire. Il affirme que la scie circulaire est inventée au village shaker de Mount Lebanon, soit par Amos Bishop soit par Benjamin Bruce en 1793, voire qu'elle n'a pas été du tout inventée par un shaker. 
On affirme aussi que Babbit crée un processus pour la fabrication de prothèses dentaires et améliore la tête de rouet. Elle partage aussi l'invention du clou découpé avec Éli Whitney. En tant que shaker, Babbitt n'a jamais breveté ses inventions.
À la suite d'une erreur de référencement de Google, la photo de Ruth Graves Wakefield, qui élabora la recette des cookies aux éclats de chocolat, a illustré plusieurs articles qui ont été consacrés à Tabitha Babbit dans le cadre de communications visant à rappeler, que les femmes pouvaient aussi être à l'origine de découvertes intéressantes. 